# 風のダドゥ
『風のダドゥ』は、2006年公開の日本映画である。舞台は熊本県及び長崎県である。
肥後銀行や熊本日日新聞社を初めとした多数の地元企業の支援を得て製作された、いわゆるご当地映画（地域発信映画）の一つである。

## キャスト
- 楠田達夫：榎木孝明
- 安藤幹夫：勝野洋
- 安藤桐江：井上晴美
- 塚田麻子：古閑三恵
- 浅野歩美：木村文乃
- 高柳慎也：小林幸一朗
- 浅野亜紀子：萬田久子
- 桜田源輔：犬塚弘
- 中林：石丸謙二郎
- 鎌田：四方堂亘
- 牧場スタッフ：谷口公一
- 知美（牧場スタッフ）：上田はるか
- 牧場スタッフ：北斗潤

## スタッフ
- 監督：中田新一
- 撮影：加藤雄大
- 音楽：岩代太郎
- 製作：劇映画『風のダドゥ』熊本製作実行委員会・幹事会